# Polymera subsuperba
Polymera subsuperba är en tvåvingeart som beskrevs av Alexander 1926. Polymera subsuperba ingår i släktet Polymera och familjen småharkrankar. Inga underarter finns listade i Catalogue of Life.